# Analiza zadania
Analiza zadania (ang. mission analysis) – element procesu twórczej działalności  dowódcy podczas wypracowania decyzji.
Analiza zadania jest pierwszą czynnością fazy planowania I etapu oceny sytuacji. Jest procesem myślowym, w którym stosuje się wszystkie sposoby abstrakcyjnego myślenia, jak: analizę i syntezę, indukcję i dedukcję oraz porównanie i przewidywanie. Jako czynność w procesie oceny sytuacji precyzuje ona, co i w jakim celu należy wykonać dla zrealizowania otrzymanego zadania. Powinna umożliwić właściwe zrozumienie zamiaru i intencji dowódcy wyższego oraz charakteru działań sąsiadów. Wnioski wypływające z analizy zadania stanowią obok wniosków z oceny położenia bojowego podstawowy element, na którym opiera się decyzja dowódcy.

## Proces analizy zadania
Analizując otrzymane zadanie dowódca rozpatruje:
- zamiar przełożonego (jakie jest zadanie i zamiar przełożonego i jaka jest rola mojego oddziału w realizacji jego planów)
- istotę zadania własnego (czego wymaga przełożony i co muszę wykonać, aby zrealizować jego zamiar)
- ograniczenia (czas, przestrzeń, zabezpieczenie logistyczne itp.)
- zmiany położenia od momentu podpisania rozkazu przez przełożonego.

W czasie analizy zadania dowódca musi odpowiedzieć sobie na pytania:
- jakie jest zadanie i zamiar przełożonego i jaka jest rola mojego batalionu w realizacji jego planów;
- czego wymaga przełożony lub co muszę wykonać, aby zrealizować jego zamiar,
- czy i jeśli tak, to jakie istnieją ograniczenia swobody działania,
- czy nastąpiły znaczące zmiany sytuacji od momentu podpisania rozkazu przez przełożonego; jeśli tak, to czy wiedząc o tych zmianach, postawiłby on takie samo zadanie?

### Wnioski z analizy zadania
W wyniku analizy zadania precyzuje się wnioski co do:
- miejsca i roli oraz celu działania oddziału w przyszłej walce
- rejonu skupienia głównego wysiłku oraz sposobów wykorzystania skutków rażenia ogniowego realizowanego przez przełożonego
- ugrupowania bojowego i kolejności wykonania poszczególnych zadań cząstkowych;
- wpływu działania sąsiadów na wykonanie zadania oddziału oraz zakresu współdziałania z sąsiadami w poszczególnych zadaniach cząstkowych

## Odprawa informacyjna
W narodowym (polskim) procesie dowodzenia po analizie zadania organizuje się odprawę informacyjną. Ze względu na jej miejsce i rolę w fazie planowania oraz wpływ na dalszy przebieg procesu dowodzenia, przekazuje się na niej wnioski z ustalenia położenia i ogólne wnioski z analizy zadania we wszystkich obszarach zainteresowania. Następnie następuje organizacja pracy w dowództwie. Podaje się:
- sprecyzowane zadanie własne,
- myśl przewodnią dowódcy[a],
- zadania, które zapewnią skupienie pracy sztabu zgodnie z intencjami dowódcy,
- czas zakończenia oceny sytuacji (czas odprawy decyzyjnej i czas postawienia zadania podwładnym),
- kryteria do porównania wariantów działania, jeżeli porównanie wariantów działania ma się odbyć metodą kryteriów.

| Zagadnienie                                                                                | Referujący            |
| ------------------------------------------------------------------------------------------ | --------------------- |
| wprowadzenie                                                                               | dowódca/ szef sztabu  |
| sytuacja wojsk własnych i sąsiadów                                                         | szef grupy dowodzenia |
| zadanie i myśl przewodnia przełożonego zadanie własne                                      | szef sztabu           |
| wstępna ocena terenu i przeciwnika                                                         | S2/ grupa planowania  |
| problemy, ograniczenia                                                                     | szefowie grup/sekcji  |
| sprecyzowane zadanie własne myśl przewodnia dowódcy kryteria oceny wariantów               | dowodca               |
| wnioski z kalkulacji czasu wytyczne do zarządzenia przygotowawczego wytyczne do planowania | szef sztabu           |
| zakończenie (podsumowanie)                                                                 | dowódca/ szef sztabu  |